# Лобково (Нижегородская область)
Лобково — деревня в Вачском районе Нижегородской области. Входит в состав Новосельского сельсовета.

## География
Находится на расстоянии около 2 км на северо-запад от села Новосёлки вдоль автодороги Новосёлки — Жайск. Расположена на правом берегу реки Малая Кутра, левого притока Большой Кутры.
Доехать до Лобково на автомобиле можно по автодороге Р125 Муром — Нижний Новгород, повернув у Новосёлок по указателю на Жайск и проехать 2 км до Лобково.
Также можно воспользоваться автобусом Павлово—Яковцево.

## История
В прошлом — деревня Новосельского прихода Муромского уезда Владимирской губернии.
- В окладных книгах Рязанской епархии за 1676 год в составе прихода села Новосёлки упоминается деревня Лобково, в которой 24 дворов крестьянских и 2 бобыльских.
- В «Историко-статистическом описании церквей и приходов Владимирской Епархии» за 1897 год сказано, что в Лобково 57 дворов.

## Население
| 1859 | 1905 | 1926 | 1999 | 2002 | 2010 |
| ---- | ---- | ---- | ---- | ---- | ---- |
| 352  | ↘330 | ↗487 | ↘151 | ↘132 | ↘127 |